# 上勃艮第王国

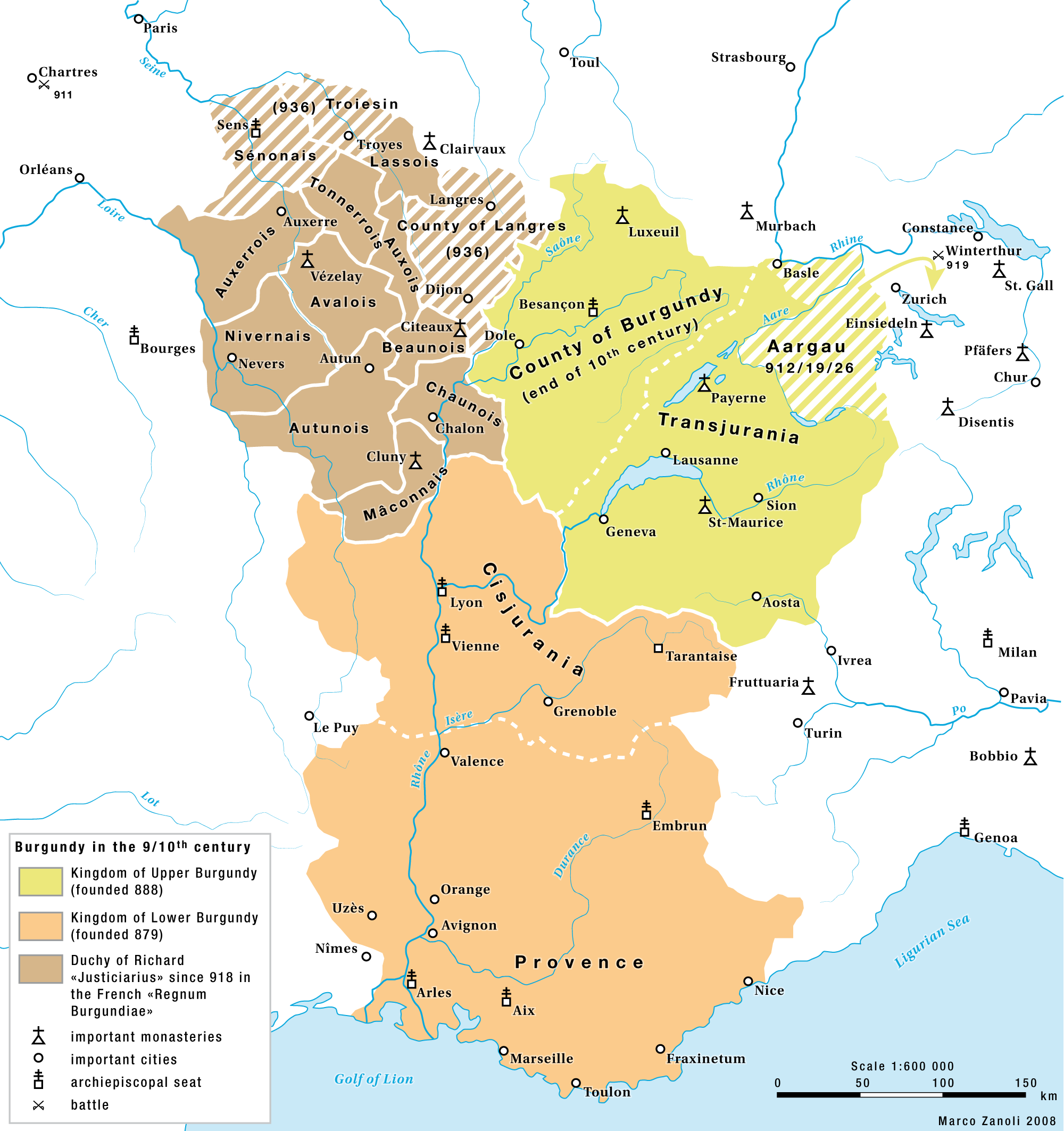
上勃艮第王国以绿色表示

上勃艮第王国是法兰克人的一个领地，由韦尔夫家族的勃艮第国王鲁道夫一世于888年在前中法兰克地区建立。 它起源于加洛林的边疆区。因为位于汝拉山脉东南部，所以也称山外勃艮第（Transjurania，法语：Bourgogne transjurane，同理还有罗马时期的山外高卢行省），其西北部相邻的有勃艮第伯国（今弗朗什-孔泰（Franche-Comté））。 形容词“上”是指其位于罗纳河上游的位置，与下勃艮第和普罗旺斯、以及索恩河以西的勃艮第公国形成对比。 上勃艮第于 933 年与下勃艮第王国重新统一，形成勃艮第王国，后来（从 12 世纪开始）被称为阿尔勒王国或阿雷拉特。